# Махачек Олександр Ярославович
Олекса́ндр Яросла́вович Маха́чек — полковник управління інженерних військ Командування Сил підтримки Збройних Сил України. 

## З життєпису
Народився 15 липня 1972 року в місті Радехів.
Станом на середину 2013-го року — начальник інженерної служби 8-го армійського корпусу.
Станом на березень 2017-го — військовослужбовець оперативного командування «Північ».
Після початку повномасштабного вторгнення військ РФ в Україну (24 лютого 2022) керував загоном зі встановлення мінних загороджень та інших засобів оборони. Багаторазово виявляв особисту мужність і героїзм у захисті державного суверенітету та територіальної цілісності України. Загинув під час артилерійського обстрілу в районі траси Лисичанськ (Сіверськодонецький р-н) — Бахмут (Донецька обл.).

## Нагороди
За особисту мужність і героїзм, виявлені у захисті державного суверенітету та територіальної цілісності України, вірність військовій присязі під час російсько-української війни, відзначений — нагороджений:
- звання «Герой України» з удостоєнням ордена «Золота Зірка» (8 липня 2023, посмертно) — за особисту мужність і героїзм, виявлені у захисті державного суверенітету та територіальної цілісності України, самовіддане служіння Українському народові[2].
- орден «Богдана Хмельницького» II ступеня (2022) — за особисту мужність і самовіддані дії, виявлені у захисті державного суверенітету та територіальної цілісності України, вірність військовій присязі.
- 13 серпня 2015 року — орденом Богдана Хмельницького III ступеня.